# رولاند هوتنراوخ
 رولاند هوتنراوخ (انگلیسی: Roland Hüttenrauch؛ زاده ۲۶ ژانویهٔ ۱۹۲۸ درگذشته ۱۲ ژانویه ۲۰۰۶) یک فیزیک‌دان اهل آلمان بود.